# Rwandatribunaal

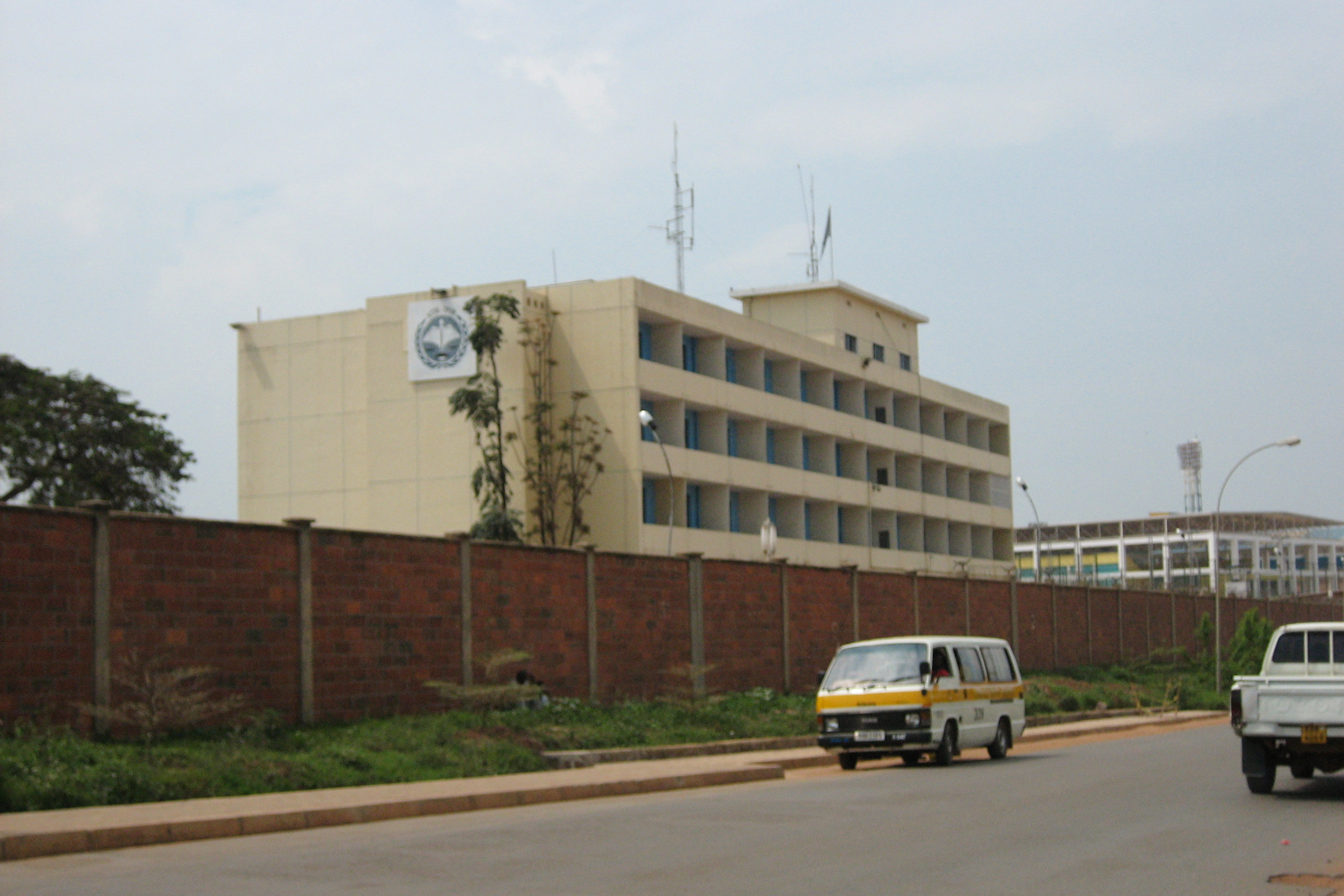
Nevenvestiging van het tribunaal in Kigali, de hoofdstad van Rwanda

Het Rwandatribunaal (International Criminal Tribunal for Rwanda/Tribunal pénal international pour le Rwanda, ICTR/TPIR) was een internationaal tribunaal onder auspiciën van de Verenigde Naties dat zich tot december 2015 bezighield met de vervolging van internationale misdaden gepleegd in Rwanda gedurende het kalenderjaar 1994, waaronder met name de Rwandese genocide. Het tribunaal was gevestigd in de Tanzaniaanse stad Arusha.

## Jurisdictie
De jurisdictie van het tribunaal betrof het vervolgen van genocide, misdaden tegen de menselijkheid en oorlogsmisdaden,
- gepleegd in het kalenderjaar 1994,
- in het territorium van Rwanda of door Rwandese burgers in omliggende staten.

De materiële rechtsmacht week in sommige opzichten af van andere internationale tribunalen. Zo is de definitie van oorlogsmisdaden gebaseerd op tegelijkertijd artikel 3 van de Geneefse Conventies en het tweede additionele protocol. Dit komt doordat de Geneefse Conventies in beginsel alleen betrekking hebben op internationale conflicten, terwijl in Rwanda sprake was van een niet-internationaal conflict. De uitzondering op deze regel zijn tegelijkertijd artikel 3 en het tweede additionele protocol, die expliciet zien op niet-internationale conflicten. Door deze aard van het conflict werd bij misdrijven tegen de menselijkheid het gebruikelijke vereiste dat zij gepleegd moesten zijn gedurende een gewapend conflict verwijderd en kwam het delict meer op zichzelf te staan. Men was namelijk bang dat anders veel daders vrijuit zouden gaan, omdat er geen verband kon worden aangetoond tussen de misdrijven tegen de menselijkheid en het gewapende conflict.

## Oprichting en werkwijze
Het tribunaal werd, op grond van Resolutie 955 Veiligheidsraad Verenigde Naties, op 8 november 1994 opgericht door de Veiligheidsraad van de VN en gevestigd te Arusha (Tanzania). Het tribunaal bestond uit 16 rechters in drie kamers en een kamer voor hoger beroep. Daarnaast waren er 9 ad litem rechters die toegewezen aan kamer II en III.
De VN Veiligheidsraad had het tribunaal verzocht te beginnen met de afbouw van zijn werkzaamheden, met als doel de sluiting van het Rwandatribunaal. De werkzaamheden zouden dan, tot de sluiting van de laatste zaken, overgenomen worden door de organisatie Internationaal Residumechanisme voor Straftribunalen. De vervolging en berechting van verdachten had medio 2015 tot 91 veroordelingen, 14 vrijspraken en 10 verwijzingen naar nationale rechtbanken geleid.

## Rechtszaak inzake haatmedia
In 2003 diende een rechtszaak tegen Ferdinand Nahimana en Jean-Bosco Barayagwiza, leidinggevenden van haatradiozender Radio et Television Libre de Mille Collines (RTLM), en tegen Hassan Ngeze, de directeur/hoofdredacteur van Kangura, wegens het aanzetten tot en medeplichtigheid aan genocide. Na veroordeling op 3 december 2003 hebben alle drie de verdachten hoger beroep aangetekend.

## Vonnissen
Op 16 juni 2006 sprak de Kamer van Beroep van het Rwandatribunaal officieel uit dat in Rwanda tussen 6 april 1994 en 17 juli 1994 zich een genocide heeft voorgedaan. Deze uitspraak betekende dat de aanklager niet meer in elke afzonderlijke zaak waarin een verdachte van genocide beschuldigd werd de bewijslast had om deze genocide aan te tonen.

## Internationaal Restmechanisme
Het tribunaal werd in december 2015 afgesloten. De organisatie Internationaal Restmechanisme voor Straftribunalen (MICT) heeft sindsdien de resterende taken van het Rwandatribunaal (ICTR) overgenomen, samen met een aantal taken van het Joegoslaviëtribunaal in Den Haag.

## Leden

### Hoofdaanklagers
| Land        | Naam              | Leven | Van  | Tot  |
| ----------- | ----------------- | ----- | ---- | ---- |
| Zuid-Afrika | Richard Goldstone | 1938- | 1994 | 1996 |
| Canada      | Louise Arbour     | 1947- | 1996 | 1999 |
| Zwitserland | Carla Del Ponte   | 1947- | 1999 | 2003 |
| Gambia      | Hassan Jallow     | 1951- | 2003 |      |

### Hoofdgriffiers
| Land        | Naam            | Leven | Van   | Tot  |
| ----------- | --------------- | ----- | ----- | ---- |
| Kenia       | Andronico Adede | ?-    | 1995  | 1997 |
| Nigeria     | Agwu Okali      | 1943- | 1997  | 2001 |
| Senegal     | Adama Dieng     | 1950- | 2001  | 2012 |
| Zuid-Afrika | Bongani Majola  | ?-    | 2013- |      |

### Presidenten
| Land                 | Naam              | Leven     | President | Vicepresident |
| -------------------- | ----------------- | --------- | --------- | ------------- |
| Rusland              | Iakov Ostrovskij  | 1927-     |           | 1995-1997     |
| Senegal              | Laïty Kama        | 1939-2001 | 1995-1999 |               |
| Zuid-Afrika          | Navanethem Pillay | 1941-     | 1999-2003 | 1997-1999     |
| Saint Kitts en Nevis | Dennis Byron      | 1943-     | 2007-2011 |               |
| Senegal              | Andrésia Vaz      | 1944-     |           | 2003-2005     |
| Madagaskar           | Arlette Ramaroson | 1944-     |           | 2005-2007     |
| Tanzania             | Joseph Masanche   | 1944-     |           |               |
| Kameroen             | Florence Arrey    | 1948-     |           | 2012-         |
| Pakistan             | Khalida Khan      | 1949-     | 2011-2012 | 2007-2011     |
| Noorwegen            | Erik Møse         | 1950-     | 2003-2007 | 1999-2003     |
| Zweden               | Vagn Joensen      | 1950-     | 2012-     | 2011-2012     |